# Frank Schaufuss
Frank Schaufuss (Copenaghen, 13 dicembre 1921 – Copenaghen, 10 ottobre 1997) è stato un ballerino e direttore artistico danese.

## Biografia
Dopo gli studi all'Accademia del Balletto Reale Danese, nel 1941 fu scritturato dalla compagnia. Nel 1946 sposò Mona Vangsaae, sua partner sulle scene. Nel 1949 fu promosso al rango di primo ballerino e in questa veste continuò a danzare con la compagnia fino al 1970. 
Nel 1955 danzò nel ruolo di Mercuzio in occasione della prima del Romeo e Giulietta di Frederick Ashton. Come étoile ospite danzò con il National Ballet of Canada e il Grand Ballet du Marquis de Cuevas. Tra il 1956 e il 1959 fu direttore artistico del Balletto del Teatro Danese e in questa veste ampliò il repertorio della compagnia con opere di Birgit Cullberg, Roland Petit e George Balanchine.
Insieme alla moglie fondò la Det Kongelige Balletakademi nel 1970 e la Det Danske Teaterakademi nel 1989. Tra il 1974 e il 1975 fu direttore artistico del Balletto reale svedese. Nel 1985 fece una delle sue ultime apparizioni, quando interpretò Escalo nel Romeo e Giulietta di Ashton allestito al London Coliseum di Londra dal figlio Peter Schaufuss.